# De la Tierra
De la Tierra  est un groupe latino-américain de heavy metal. Il est composé d'Andreas Kisser (Sepultura) à la guitare, Alejandro González (Maná) à la batterie, Andrés Giménez (A.N.I.M.A.L.) au chant, et de Harold Hopkins (Puya) à la basse.

## Biographie
L'idée d'un tel groupe émerge en 2004 sous l'impulsion de Giménez et González, et est mise en place en 2012 lorsqu'ils s'associent avec Cianciarulo et Kisser. Andreas Kisser proposera comme nom De la Tierra,. En 2017, à cause de divergences personnelles, Flavio décide d'abandonner le groupe, et est remplacé à la basse par Harold Hopkins, du groupe portoricain Puya.
Le 24 septembre 2013 ils publient leur premier clip sur Youtube intitulé Maldita historia, morceau issu de leur premier et nouvel album officiellement lancé le 29 septembre. Leur premier album, qui devait est publié en novembre 2013, est reporté au 14 janvier 2014. La tournée musicale devrait débuter en mars 2014. Le 20 novembre 2013, la vidéo officielle de Maldita historia est publiée. De la Tierra signe avec le label Roadrunner Records, pour ainsi faire connaître le morceau du premier album studio, De la Tierra, à l'international. Le 16 décembre 2013, ils révèlent la couverture de l'album. DLT confirme sa participation à l'événement Vive Latino 2014 le 29 mars 2014. Sur le site officiel de Roadrunner Records, la liste des morceaux officiels de l'album est révélée. De la Tierra ouvre en concert pour Metallica en Colombie, en Équateur, au Pérou et au Paraguay, lors de la tournée prévue en Amérique du Sud en mars 2014.
Le premier album studio est enregistré et mixé par Stanley Soares à Buenos Aires, Sao Paulo, Guadalajara et Los Angeles, produit par De la Tierra et masterisé par Tom Baker

## Membres

### Membres actuels
- Andrés Giménez  (A.N.I.M.A.L.) - chant, guitare (depuis 2013)
- Alejandro González - batterie (depuis 2013)
- Andreas Kisser - guitare (depuis 2013)
- Harold Hopkins Miranda (Puya) (Sepultura) - basse (depuis 2017)

### Ancien membre
- Flavio Cianciarulo (Los Fabulosos Cadillacs) - basse (2013-2017)

## Discographie
- 2014 : De la Tierra
- 2016 : II